# Ђулијано (Арецо)
Ђулијано је насеље у Италији у округу Арецо, региону Тоскана.
Према процени из 2011. у насељу је живело 22 становника. Насеље се налази на надморској висини од 463 м.